# Gerd Dührkop

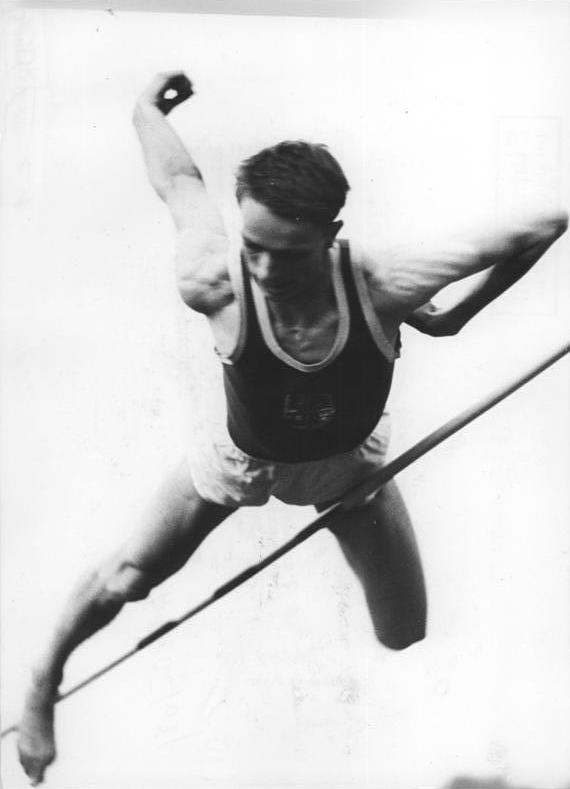
Gerd Dührkop bei seinem DDR-Rekord über 2,13 m 1962.

Gerhard „Gerd“ Dührkop (* 3. Januar 1942 in Rostock) ist ein ehemaliger deutscher Leichtathlet, der für die DDR antrat. Er war 1962 der erste Hochspringer der DDR, der 2,10 m übersprang. Bei einer Körpergröße von 1,89 m betrug sein Wettkampfgewicht 73 kg.
Bei den Europameisterschaften 1962 belegte Dührkop mit 2,06 m den sechsten Platz. Siebeneinhalb Jahre später trat er ein zweites Mal bei internationalen Meisterschaften an. Bei den Halleneuropameisterschaften 1970 in Wien wurde er mit 2,17 m Zweiter hinter Walentin Gawrilow aus der Sowjetunion.
Bei den Meisterschaften der DDR gewann er viermal: 1961, 1962, 1963 und 1971. 1970 war er Hallenmeister der DDR. Dührkop verbesserte 1961 und 1962 insgesamt dreimal den DDR-Rekord im Hochsprung, zuletzt auf 2,13 m. Seine Freiluftbestleistung von 2,14 m stellte er 1970 auf.
Nach seiner aktiven Laufbahn war der promovierte Mediziner als Arzt tätig.